# حاجز نفط

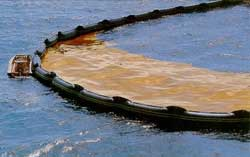
نصبة لاحتواء تسرب النفط

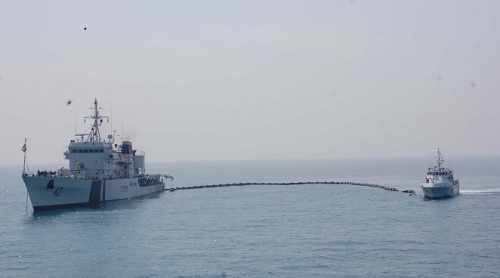
سفينتا خفر سواحل تجران نصبة

حاجز النفط أو التلوث أو نُصبة النفط هو حاجز عائم مؤقت يستخدم لاحتواء تسرب النفط. تُستخدم الحواجز لتقليل احتمالية تلويث الشواطئ والموارد الأخرى، وللمساعدة في تسهيل إزالته. تساعد الحواجز على تركيز النفظ في طبقات سطحية أكثر سمكًا بحيث يمكن استخدام المكاشط أو المكانس أو طرق التجميع الأخرى استخدامًا فعالًا. للحواجز أشكال وأحجام عديدة، وذات مستويات مختلفة من الفعالية في أنواع مختلفة من ظروف المياه.